# Alessandro Moreschi
Alessandro Moreschi (ur. 11 listopada 1858 w Monte Compatri, zm. 21 kwietnia 1922 w Rzymie) − włoski śpiewak, ostatni śpiewający kastrat.
Jako nastolatek trafił do Rzymu, gdzie był śpiewakiem w chórach papieskich − początkowo w chórze przy bazylice św. Jana na Lateranie, później w sławnym od stuleci chórze kaplicy Sykstyńskiej.
Artysta pozostawił po sobie 17 utworów nagranych w 1902 i 1904 roku przez wysłanników londyńskiego „Gramophone Company”. Ówczesna technika nie potrafiła w pełni oddać brzmienia jego głosu, jednak nagrania wciąż są wznawiane na płytach.